# Linda Moulton Howe

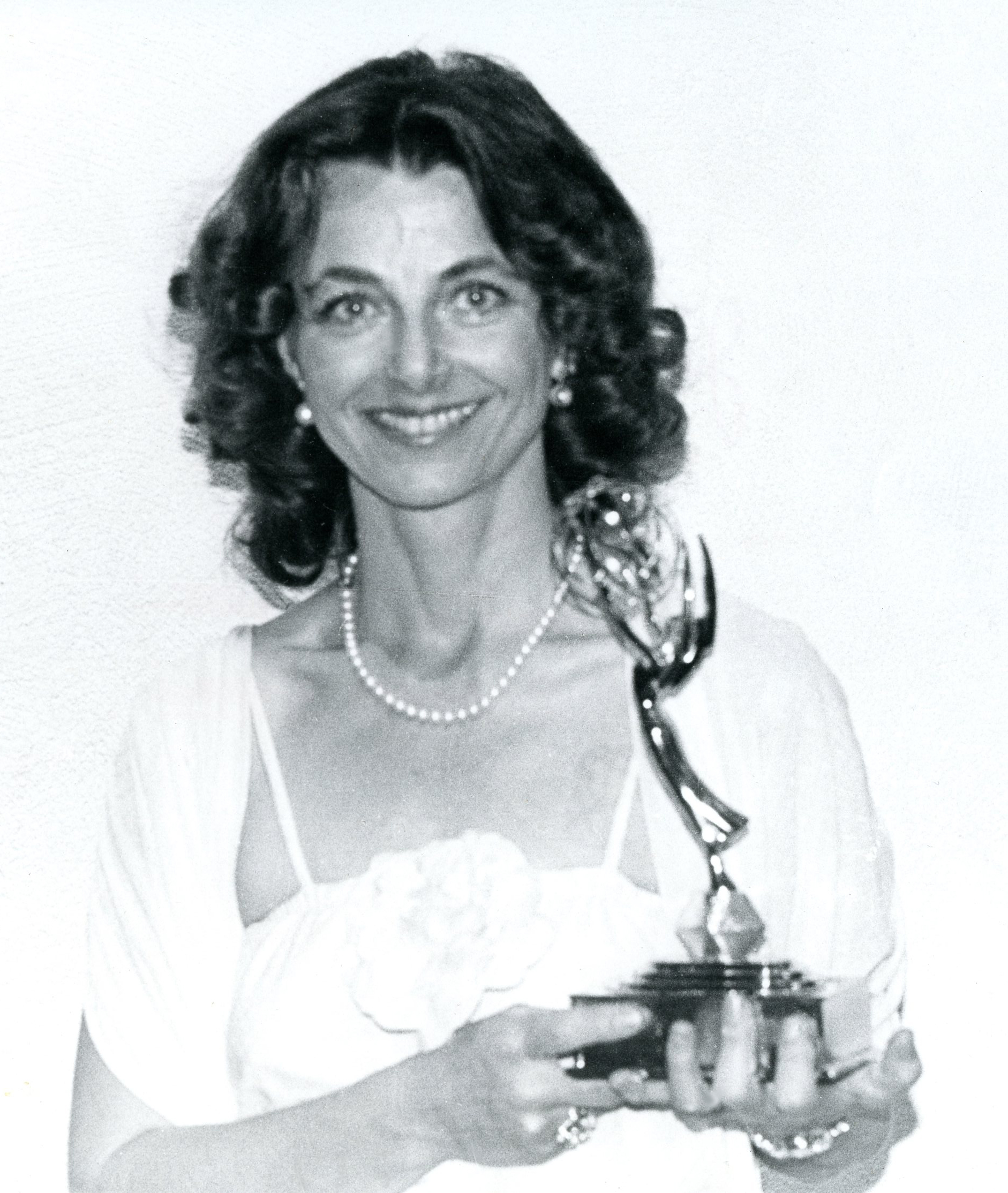
Linda Moulton Howe (1981)

Linda Moulton Howe (* 20. Januar 1942 in Boise, Idaho) ist eine US-amerikanische Journalistin. Sie wurde bekannt für ihre Arbeit als Ufologin, wobei sie insbesondere Tierverstümmlungen (Cattle mutilations) untersuchte, welche sie Außerirdischen zuschrieb. Moulton Howe vertritt außerdem die Verschwörungstheorie, dass Aliens heimlich mit der US-Regierung zusammenarbeiten würden.

## Biografie
Linda Moulton Howes Vater war Chet Moulton, Luftfahrtdirektor des Staates Idaho von 1946 bis 1971 und Träger zahlreicher Luftfahrtauszeichnungen. Moulton Howe wuchs in Idaho auf und wurde 1963 zur Miss Idaho gekürt und nahm im folgenden Jahr an dem landesweiten Schönheitswettbewerb Miss America teil. Howe erhielt 1965 ihren Bachelor in englischer Literatur von der University of Colorado mit der Note cum laude. 1966 erhielt sie ein Stipendium für die Stanford University in Palo Alto, Kalifornien. 1968 erhielt sie ihren Master-Abschluss in Kommunikationswissenschaften, wo sie einen Dokumentarfilm für das Stanford Medical Center produzierte.
Von 1978 bis 1983 war Howe Direktorin für Sonderprojekte beim Fernsehsender KMGH-TV in Denver. Zu ihren Dokumentarfilmen gehörten Poison in the Wind und A Sun Kissed Poison, in denen die Smogverschmutzung in Los Angeles und Denver verglichen wurde, Fire In The Water über Wasserstoff als alternative Energiequelle zu fossilen Brennstoffen und A Radioactive Water über die Uranverseuchung des öffentlichen Trinkwassers in einem Vorort von Denver, der auf dem Chicago International Film Festival als bester Dokumentarfilm ausgezeichnet wurde. Howe gehörte auch zum Team von WCVB-TV, als der Sender 1975 mit dem Institutional Peabody Award ausgezeichnet wurde. Sie gewann außerdem den Florence Sabin Award des Bundesstaates Colorado für „herausragende Beiträge zur öffentlichen Gesundheit“.
1980 produzierte Howe den Dokumentarfilm A Strange Harvest, in dem sie die These aufstellte, dass ungewöhnliche Wunden wie fehlende Körperteile oder entnommene Organe an Rindern das Werk außerirdischer Wesen seien, die Körperteile ernten, die sie für ihr Überleben oder ihre Forschung benötigen, und dass die US-Regierung darin verwickelt sei. Der Dokumentarfilm wurde mit einem Regional Emmy Award für das Audio ausgezeichnet. In der Folgezeit trat Howe als führende UFO-Journalistin in Erscheinung und beschäftigte sich mit diversen Phänomen wie UFO-Erscheinungen, Kornkreisen und Entführungen durch Außerirdische. Sie wurde deshalb als einer der „Gurus der amerikanischen Ufologie“ bezeichnet.
Sie veröffentlichte mehrere Dokumentarfilme und Bücher zu dem Thema Außerirdische. Howe behauptete, dass ihr geheime Dokumente gezeigt wurden, nachdem sie von einem Agenten der Regierung ins Vertrauen gezogen worden war, konnte jedoch keine eindeutigen Beweise für ihre Behauptungen der Existenz außerirdischen Lebens auf der Erde vorweisen. Howe war zwischen 1991 und 2019 ein regelmäßiger Gast der Radioshow Coast to Coast AM, die sich mit Paranormalem und Verschwörungen beschäftigt. Sie wurde u. a. von Larry King, Bill O’Reilly, CNN, NBC und der BBC interviewt und trat auch als Expertin in der Sendung Ancient Aliens – Unerklärliche Phänomene des History Channel auf. 2007 startete sie ihren eigenen Kanal auf YouTube, mit dem Namen Earthfiles.

## Bibliografie
- Alien Harvest: Further Evidence Linking Animal Mutilations and Human Abductions to Alien Life Forms. Linda Moulton Howe Productions (1989). ISBN 0-9620570-1-0. (Neuauflage 2014, mit einem Vorwort von Jacques Vallée und Jim Marrs)
- Glimpses of Other Realities. Linda Moulton Howe Productions.
  - Vol. I: Facts and Eyewitnesses (1993). ISBN 0-9620570-5-3.
  - Vol. II: High Strangeness (1998). ISBN 0-9620570-3-7.
- Mysterious Lights and Crop Circles. Linda Moulton Howe Productions (2002). ISBN 0-9620570-6-1.